# Lijst van koningen van Hongarije
Dit is een lijst van Hongaarse koningen.

## Koningen van Hongarije (895-1918)

Wapen van de landen van de Heilige Hongaarse Stefanskroon (1915-1918)

### Vorsten der Magyaren (918-1000)
| Arpaden |                       |                  |
| Monarch | Monarch               | Regeringsperiode |
|         | Álmos                 | ? - 895          |
|         | Árpád                 | 895 - 907        |
|         | Zoltán                | 907 - 948        |
|         | Fajsz                 | 948 - 955        |
|         | Taksony               | 955 - 972        |
|         | Géza                  | 972 - 997        |
|         | Stefanus I de Heilige | 997 - 1000       |

### Koningen van Hongarije (1000-1918)

#### Arpaden(1000-1038)
| Monarch | Monarch                          | Regeringsperiode |
| ------- | -------------------------------- | ---------------- |
|         | Stefanus I (975-1038) de Heilige | 1000 - 1038      |

#### Dynastieke strijd (1038-1047)
| Monarch | Monarch                   | Regeringsperiode | Opmerkingen                                                                                |
| ------- | ------------------------- | ---------------- | ------------------------------------------------------------------------------------------ |
|         | Peter Orseolo (1011-1059) | 1038 - 1041      | neef van Stefanus I (zoon van zus Maria)                                                   |
|         | Sámuel Aba (?-1044)       | 1041 - 1044      | neef van Stefanus I (zoon van zus Zarolta) + zwager van Stefanus I (gehuwd met zus Gisela) |
|         | Peter Orseolo (1011-1059) | 1044 - 1046      | (opnieuw)                                                                                  |
|         |                           | 1046 - 1047      | Opstand                                                                                    |

#### Árpáden(1047-1295)
| Monarch | Monarch                              | Regeringsperiode | Opmerkingen                          |
| ------- | ------------------------------------ | ---------------- | ------------------------------------ |
|         | Andreas I (1014-1060) de Katholieke  | 1047 - 1061      |                                      |
|         | Béla I (1016-1063)                   | 1061 - 1063      | broer                                |
|         | Salomo (1052-1087)                   | 1063 - 1074      | neef, zoon van Andreas I             |
|         | Géza I (1044-1077)                   | 1074 - 1077      | zoon van Béla I                      |
|         | Ladislaus I (1040-1095) de Heilige   | 1077 - 1095      | broer                                |
|         | Koloman (1065-1116)                  | 1095 - 1114      | neef, zoon van Géza I                |
|         | Stefanus II (1101-1131)              | 1114 - 1131      | zoon                                 |
|         | Béla II (1109-1141)                  | 1131 - 1141      | neef, kleinzoon van Géza I           |
|         | Géza II (1130-1162)                  | 1141 - 1161      | zoon                                 |
|         | Stefanus III (1147-1172)             | 1161 - 1162      | zoon                                 |
|         | Ladislaus II (1131-1163)             | 1162 - 1163      | oom, zoon van Béla II                |
|         | Stefanus IV (1133-1165)              | 1163             | broer                                |
|         | Stefanus III (1147-1172)             | 1163 - 1172      | (opnieuw)                            |
|         | Béla III (1148-1196)                 | 1172 - 1196      | broer                                |
|         | Emmerik (1174-1204)                  | 1196 - 1204      | zoon                                 |
|         | Ladislaus III (1200-1205)            | 1204 - 1205      | zoon                                 |
|         | Andreas II (1175-1235)               | 1205 - 1235      | oom, zoon van Béla III               |
|         | Béla IV (1206-1270)                  | 1235 - 1270      | zoon                                 |
|         | Stefanus V (1239-1272)               | 1270 - 1272      | zoon                                 |
|         | Ladislaus IV (1262-1290) de Komaan   | 1272 - 1290      | zoon                                 |
|         | Karel Martel                         | 1289 - 1295      | titulair, kleinzoon van Stefanus V   |
|         | Andreas III (1265-1301) de Venetiaan | 1290 - 1301      | achterneef, kleinzoon van Andreas II |

#### Premysliden(1301-1305)
| Monarch | Monarch                | Regeringsperiode |
| ------- | ---------------------- | ---------------- |
|         | Wenceslaus (1289-1306) | 1301 - 1305      |

#### Huis Wittelsbach(1305-1308)
| Monarch | Monarch            | Regeringsperiode |
| ------- | ------------------ | ---------------- |
|         | Béla V (1261-1312) | 1305 - 1308      |

#### Huis Anjou-Sicilië(1308-1386)
| Monarch | Monarch                         | Regeringsperiode        | Opmerkingen                    |
| ------- | ------------------------------- | ----------------------- | ------------------------------ |
|         | Karel I (1288-1342)             | 1295 - 1308 1308 - 1342 | titulair zoon van Karel Martel |
|         | Lodewijk I (1326-1382) de Grote | 1342 - 1382             | zoon                           |
|         | Maria (1371-1395)               | 1382 - 1385             | dochter                        |
|         | Karel II (1345-1386) de Kleine  | 1385 - 1386             | neef van Lodewijk I            |

#### Huis Luxemburg(1387-1437)
| Monarch | Monarch                                   | Monarch | Regeringsperiode        | Opmerkingen |
| ------- | ----------------------------------------- | ------- | ----------------------- | ----------- |
|         | Sigismund (1368-1437) + Maria (1371-1395) |         | 1387 - 1437 1387 - 1395 | echtgenoten |

#### Huis Habsburg(1437-1439)
| Monarch | Monarch                 | Regeringsperiode | Opmerkingen              |
| ------- | ----------------------- | ---------------- | ------------------------ |
|         | Albrecht II (1397-1439) | 1437 - 1439      | schoonzoon van Sigismund |

#### Huis Jagiello(1440-1444)
| Monarch | Monarch                  | Regeringsperiode | Opmerkingen                      |
| ------- | ------------------------ | ---------------- | -------------------------------- |
|         | Wladislaus I (1424-1444) | 1440 - 1444      | zoon van Wladislaus II van Polen |

#### Huis Habsburg(1444-1457)
| Monarch | Monarch                           | Regeringsperiode | Opmerkingen          |
| ------- | --------------------------------- | ---------------- | -------------------- |
|         | Ladislaus V (1440-1457) Posthumus | 1444 - 1457      | zoon van Albrecht II |

#### Huis Hunyadi(1458-1490)
| Monarch | Monarch              | Regeringsperiode |
| ------- | -------------------- | ---------------- |
|         | Matthias (1443-1490) | 1458 - 1490      |

#### Huis Jagiello(1490-1526)
| Monarch | Monarch                   | Regeringsperiode | Opmerkingen                   |
| ------- | ------------------------- | ---------------- | ----------------------------- |
|         | Wladislaus II (1456-1516) | 1490 - 1516      | zoon van Casimir IV van Polen |
|         | Lodewijk II (1506-1526)   | 1516 - 1526      | zoon, (*1)                    |

#### Huis Habsburg(1503-1918)
| Monarch | Monarch                                | Regeringsperiode | Opmerkingen                                 |
| ------- | -------------------------------------- | ---------------- | ------------------------------------------- |
|         | Ferdinand I (1503-1564)                | 1526 - 1564      | echtgenoot van Anna, de zus van Lodewijk II |
|         | Maximiliaan II (1527-1576)             | 1564 - 1576      | zoon                                        |
|         | Rudolf II (1552-1612)                  | 1576 - 1608      | zoon                                        |
|         | Matthias (1557-1619)                   | 1608 - 1619      | zoon                                        |
|         | Ferdinand II (1578-1637)               | 1619 - 1625      | zoon                                        |
|         | Ferdinand III (1608-1657)              | 1625 - 1657      | zoon                                        |
|         | Ferdinand IV (1633-1654) (geen keizer) | 1647 - 1654      | zoon                                        |
|         | Leopold I (1640-1705)                  | 1657 - 1705      | zoon van Ferdinand III                      |
|         | Jozef I (1678-1711)                    | 1705 - 1711      | zoon                                        |
|         | Karel VI (Karel III) (1685-1740)       | 1711 - 1740      | broer                                       |
|         | Maria Theresia (1717-1780)             | 1740 - 1780      | dochter                                     |
|         | Jozef II (1741-1790)                   | 1780 - 1790      | zoon                                        |
|         | Leopold II (1747-1792)                 | 1790 - 1792      | broer                                       |
|         | Frans II (Frans I) (1768-1835)         | 1792 - 1830      | zoon                                        |
|         | Ferdinand V (1793-1875)                | 1830 - 1848      | zoon                                        |
|         | Frans Jozef I (1830-1916)              | 1848 - 1916      | neef, kleinzoon van Frans I                 |
|         | Karel IV (1887-1922)                   | 1916 - 1918      | achterneef                                  |